# Beholder (videogioco)
Beholder è un videogioco russo d'avventura sulla vita di un informatore in uno stato totalitario. Il gioco è stato sviluppato da Warm Lamp Games e pubblicato da Alawar Entertainment il 9 novembre 2016. È supportato da Windows, macOS, Linux, Android e iOS.

## Storia
Beholder si ispira al celebre 1984

di George Orwell; contiene anche diversi omaggi al film Le vite degli altri . 
Il gioco si svolge in un non precisato stato totalitario, il cui governo ha installato Carl, il protagonista controllato dal giocatore, come padrone di casa in un condominio, con il compito di spiare gli inquilini, intercettare le loro conversazioni, redigere rapporti e denunciare prontamente alle autorità chiunque violi la legge o pianifichi di rovesciare lo stato.
Quando durante il giorno gli inquilini abbandonano temporaneamente i loro appartamenti, grazie a un passepartout Carl può entrare nelle loro stanze, installare telecamere nascoste e rovistare tra i loro averi per scoprire eventuali violazioni delle leggi statali.
Il gioco offre al giocatore la possibilità di seguire gli ordini del governo o di schierarsi con coloro che sono soggetti a ordini oppressivi. Oltre al reddito derivante dalla scrittura dei rapporti di ispezione, il giocatore ha anche la possibilità di guadagnare denaro ricattando gli inquilini o contrabbandando gli oggetti trovati durante le intrusioni. 
Carl ha una moglie e due figli, e dovrà preoccuparsi anche del loro benessere. 
Il gioco ha finali multipli e ogni decisione presa dal giocatore influisce sull'esito finale della storia.